# Carl Leonard Christiernin
Carl Leonard Christiernin, född 24 november 1839 i Borås, död 24 januari 1900 i Kil (hemmahörande i Arvika), var en svensk väg- och vattenbyggnadsingenjör.
Christiernin avlade studentexamen 1855 och utexaminerades från Högre artilleriläroverket på Marieberg 1861. Han blev löjtnant i Väg- och vattenbyggnadskåren 1865 och kapten där 1882. Han utförde hamn- och brobyggnader i södra väg- och vattenbyggnadsdistriktet 1858–1861, blev elev vid statens järnvägsbyggnader 1861 och var nivellör där 1863–1870. Han var sektionsingenjör vid North Pacific Coast Railroad i USA 1870–1872, stationsingenjör vid Bergslagernas järnvägsbyggnader 1872–1879, uppgjorde förslag till vågbrytare vid Storgrytan och Ljusne 1880 och blev baningenjör vid Statens Järnvägar 1881.
Christiernin omkom då han under en tjänsteresa föll ned på spåret och överkördes vid Kils järnvägsstation efter att ha försökt hoppa på ett tåg som redan satts igång. Kungl. Maj:t fastställde i en dom 1907 att inget skadestånd skulle utgå till de efterlevande eftersom Christiernin brutit mot gällande trafikreglemente och att olyckan förorsakats därigenom och ej genom någon försummelse från trafikpersonalens sida.